# XKPTS
El Programa de Prevenció del Consum de Marihuana o Cànnabis "XKPTS.com" és un projecte de la Fundació Viure i Conviure de l'Obra Social de Caixa Catalunya, dirigit per l'Agència de Salut Pública de Barcelona.
El programa va destinat als joves en edat escolar d'entre 14 a 16 anys, i té com a objectiu augmentar els coneixements sobre els efectes i conseqüències del consum de cànnabis (marihuana), identificar la pressió social per consumir-ne que hi ha en el seu entorn i promoure habilitats per refusar-ne el consum.
El projecte és dirigit pel Consorci Sanitari de Barcelona i per l'Agència Catalana de Salut Pública.